# IEEE栄誉賞

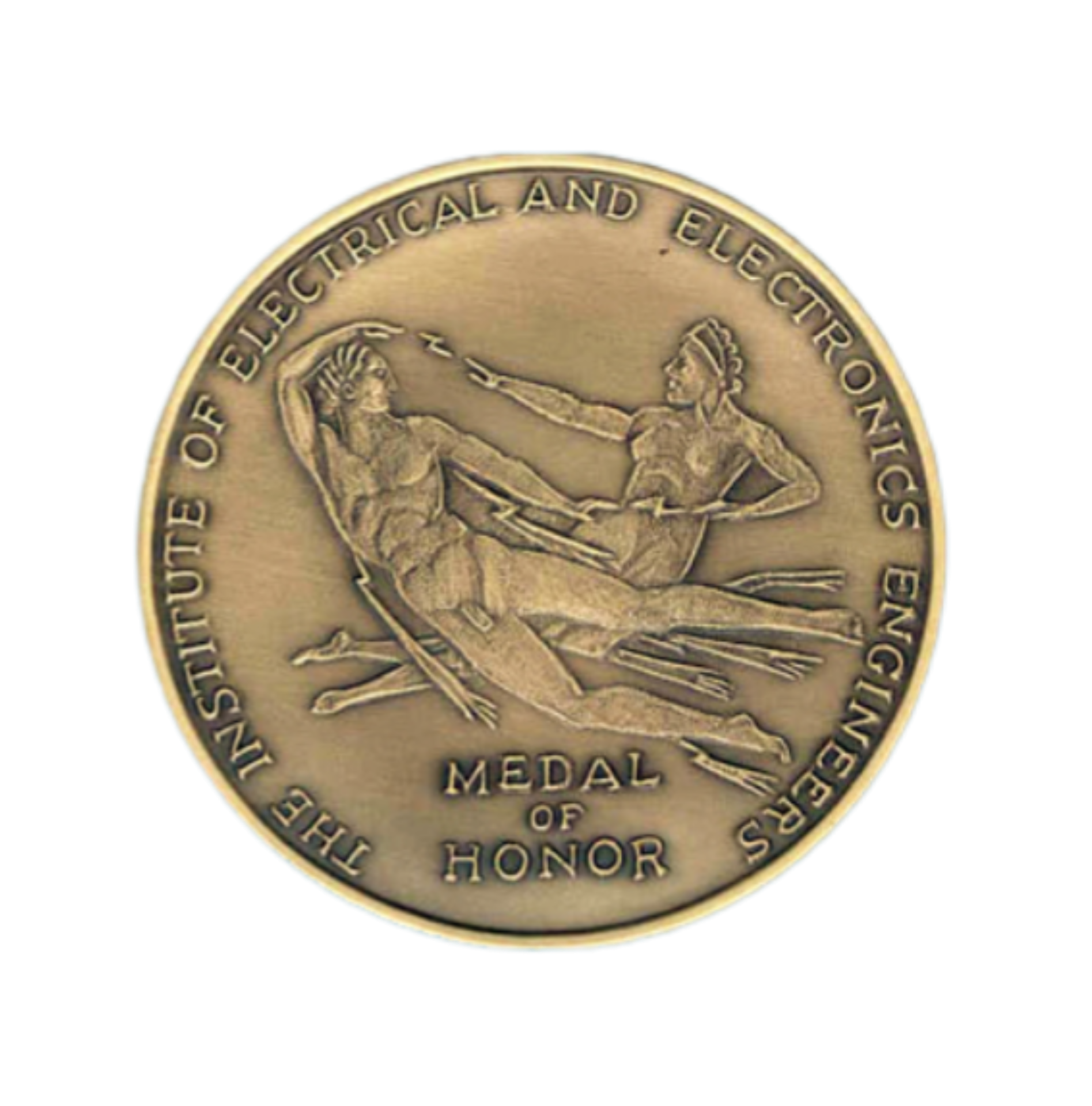
IEEE栄誉賞メダル

IEEE栄誉賞（アイトリプルイーえいよしょう、IEEE Medal of Honor）はIEEEが授与する電気電子分野において優れた業績を残した者に与えられる賞。
1917年にIEEEの前身の無線学会(IRE)によってIRE栄誉賞として創設され、毎年1名を選定する。IEEEによる顕彰の中でも最高の賞とされ、多くのノーベル賞受賞者がIEEE栄誉賞を受賞している。

## 受賞者
- 1917年: エドウィン・アームストロング
- 1918年: 受賞者無し
- 1919年: アーンスト・アレキサンダーソン
- 1920年: グリエルモ・マルコーニ
- 1921年: レジナルド・フェッセンデン
- 1922年: リー・ド・フォレスト
- 1923年: ジョン・ストーン・ストーン
- 1924年: ミカエル・ピューピン
- 1925年: 受賞者無し
- 1926年: グリーンリーフ・ホイッティア・ピカード
- 1927年: ルイス・ウィンズロウ・オースティン（英語版）
- 1928年: ヨーナタン・ツェネック（英語版）
- 1929年: G・W・ピアース（英語版）
- 1930年: ペーダー・オルフ・ペダーセン（英語版）
- 1931年: ギュスターヴ・アウグスト・フェリエ（英語版）
- 1932年: アーサー・エドウィン・ケネリー
- 1933年: ジョン・フレミング
- 1934年: スタンフォード・コールドウェル・フーパー（英語版）
- 1935年: バルタザール・ファン・デル・ポール（英語版）
- 1936年: ジョージ・アシュリー・キャンベル（英語版）
- 1937年: メルヴィル・イーストハム（英語版）
- 1938年: ジョン・ハワード・デリンジャー（英語版）
- 1939年: アルバート・G・リー（英語版）
- 1940年: ロイド・エスペンシード
- 1941年: アルフレッド・ノートン・ゴールドスミス（英語版）
- 1942年: アルバート・H・テイラー（英語版）
- 1943年: ウィリアム・ウィルソン（英語版）
- 1944年: ハラデン・プラット（英語版）
- 1945年: ハロルド・ビバレージ（英語版）
- 1946年: ラルフ・ハートレー
- 1947年: 受賞者無し
- 1948年: ローレンス・C・F・ホーレ（英語版）
- 1949年: ラルフ・バウン（英語版）
- 1950年: フレデリック・ターマン
- 1951年: ウラジミール・ツヴォルキン
- 1952年: ウォルター・ベイカー
- 1953年: ジョン・ミルトン・ミラー（英語版）
- 1954年: ウィリアム・リッテル・エバリット（英語版）
- 1955年: ハラルド・T・フリース（英語版）
- 1956年: ジョン・ヴィンセント・ローレス・ホーガン（英語版）
- 1957年: ジュリアス・アダムス・ストラットン（英語版）
- 1958年: アルバート・W・ハル
- 1959年: エモリー・レオン・チャーフィー（英語版）
- 1960年: ハリー・ナイキスト
- 1961年: アーンスト・ギルマン（英語版）
- 1962年: エドワード・アップルトン
- 1963年: ジョージ・クラーク・サウスワース（英語版）
- 1964年: ハロルド・オールデン・ウィーラー（英語版）
- 1965年: 受賞者無し
- 1966年: クロード・シャノン
- 1967年: チャールズ・タウンズ
- 1968年: ゴードン・ティール
- 1969年: エドワード・ギンツトン（英語版）
- 1970年: ガーボル・デーネシュ
- 1971年: ジョン・バーディーン
- 1972年: ジェイ・フォレスター
- 1973年: ルドルフ・コンフナー
- 1974年: ルドルフ・カルマン
- 1975年: ジョン・R・ピアース
- 1976年: 受賞者無し
- 1977年: ヘンリー・アール・ヴォーン（英語版）
- 1978年: ロバート・ノイス
- 1979年: リチャード・E・ベルマン
- 1980年: ウィリアム・ショックレー
- 1981年: シドニー・ダーリントン
- 1982年: ジョン・テューキー
- 1983年: ニコラス・ブルームバーゲン
- 1984年: ノーマン・ラムゼー
- 1985年: ジョン・ロイ・ウィナリー（英語版）
- 1986年: ジャック・キルビー
- 1987年: ポール・ラウターバー
- 1988年: カルヴァン・クアート（英語版）
- 1989年: C・クマール・N・パテル（英語版）
- 1990年: ロバート・G・ギャラガー（英語版）
- 1991年: 江崎玲於奈
- 1992年: エイモス・E・ジョエル・ジュニア（英語版）
- 1993年: カール・ヨハン・オストロム（英語版）
- 1994年: アルフレッド・チョー
- 1995年: ロトフィ・ザデー
- 1996年: ロバート・メトカーフ
- 1997年: ジョージ・H・ハイルマイヤー（英語版）
- 1998年: ドナルド・ペダーソン（英語版）
- 1999年: チャールズ・コンコーディア（英語版）
- 2000年: アンドルー・グローヴ
- 2001年: ヘルヴィック・コーゲルニック（英語版）
- 2002年: ハーバート・クレーマー
- 2003年: ニック・ホロニアック
- 2004年: 関本忠弘
- 2005年: ジェームス・フラナガン
- 2006年: ジェームズ・D・マインドル（英語版）
- 2007年: トーマス・カイラス（英語版）
- 2008年: ゴードン・ムーア
- 2009年: ロバート・デナード
- 2010年: アンドリュー・ビタビ
- 2011年: モリス・チャン
- 2012年: ジョン・ヘネシー
- 2013年: アーウィン・M・ジェイコブス
- 2014年: B・ジャヤント・バリガー（英語版）
- 2015年: ミルドレッド・ドレッセルハウス
- 2016年: デイブ・フォーニー
- 2017年: ケイス・スホウハメル・イミンク
- 2018年: ブラッドフォード・パーキンソン
- 2019年: カート・ピーターセン
- 2020年: 胡正明
- 2021年: ジェイコブ・ジヴ
- 2022年: Asad M. Madni
- 2023年: ヴィントン・サーフ
- 2024年: ロバート・カーン
- 2025年: ヘンリ・サミュエリ